# Kesh (Noord-Ierland)
Kesh (Iers: An Cheis) is een plaats in het Noord-Ierse district Fermanagh. Kesh telt 966 inwoners. Van de bevolking is 83,1% protestant en 15,8% katholiek.